# ユーリ・ミルナー

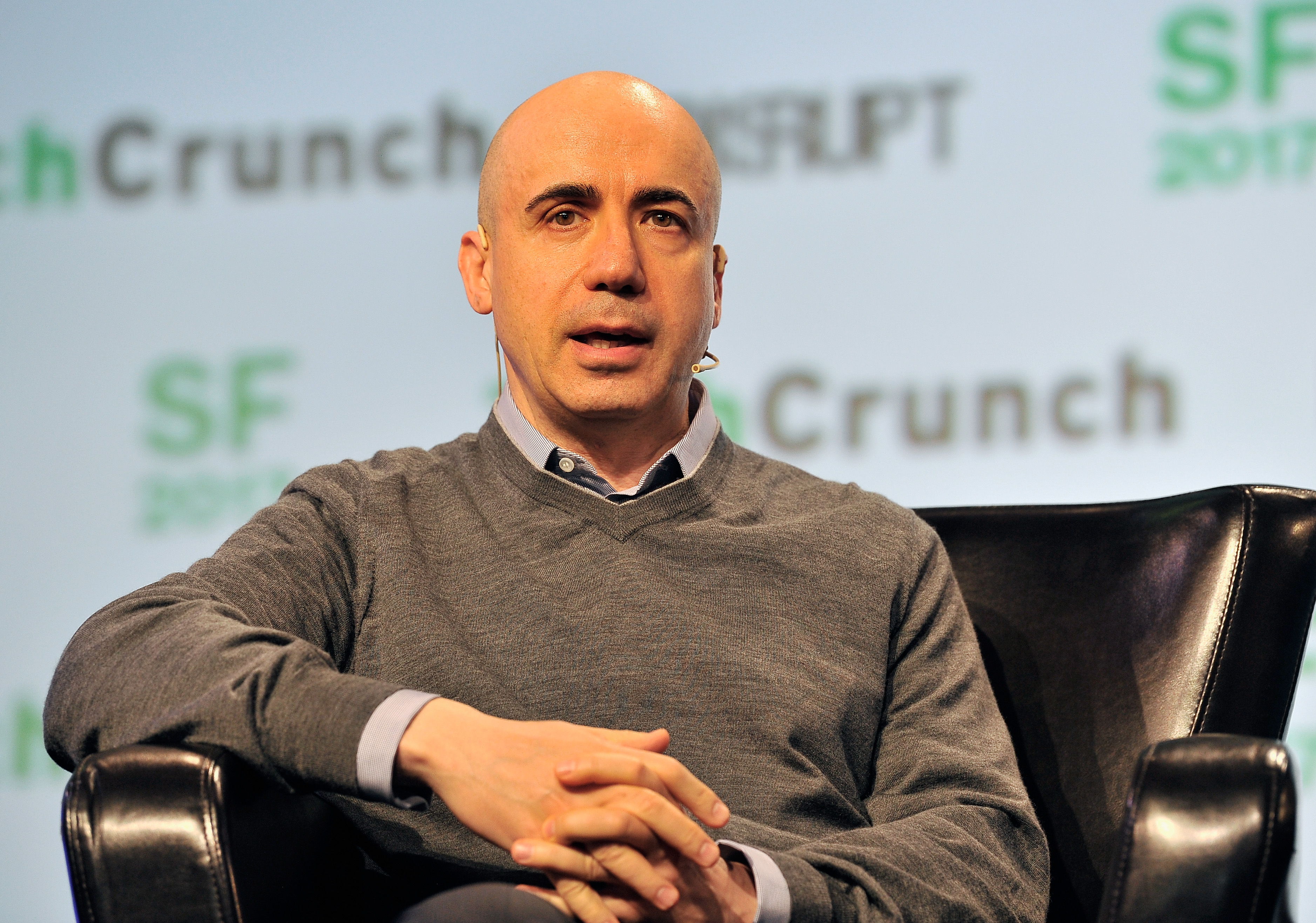
ユーリ・ミルナー

ユーリ・ミルナー（英語: Yuri Milner、ロシア語: Ю́рий Ми́льнер、1961年11月11日 - ）はソ連生まれの物理学者・投資家・資産家(億万長者)で、おもにシリコンバレーで先端技術関係に投資している。ロシア語読みでユーリー・ミリネルとも。2012年にグーグルの共同創業者セルゲイ・ブリン、フェイスブックの創業者のマーク・ザッカーバーグ、中国人起業家のジャック・マーらと自然科学研究者らを賞与するブレイクスルー賞を設立した。ロシア系ユダヤ人。

## ロシア生まれ
ユーリ・ミルナーは1961年11月11日にロシア・モスクワのユダヤ人家庭に生まれた。1985年モスクワ国立大学を理論物理学専攻で卒業し、アンドレイ・サハロフなども働くロシア科学アカデミー・レベデフ物理学研究所に勤務。
なお、1999年以降はイスラエルの市民権を取得しており、出身国であるロシアへの訪問は同国がクリミア半島を併合したと主張している2014年以降行われていない。その後、2022年2月にロシアによるウクライナ侵攻が行われると、自身が運営しているベンチャーキャピタルや財団において、ロシアを非難する声明を出した。その後、同年夏にロシアの市民権（国籍）を放棄する手続きが完了したことを同年10月に発表した。

## アメリカ合衆国への留学・大学卒業後
1985年ペンシルベニア大学ウォートン・スクールへロシアからの初めての留学生として入学、MBAを取得した。しばしワシントンD.C.の世界銀行で働き、その後ミハイル・ホドルコフスキーのメナテップ銀行（ Menatep Bank）で辣腕を振るう。
1999年にはモルガン・スタンレーのロシアのインターネット・ビジネスに関する社内会社を立ち上げたり、2002年にはロシアのインターネット・サービス企業であるMail.ruのCEOを務めている。2009年にはカリフォルニア州パロアルトでマーク・ザッカーバーグに会い、Facebookへの投資をしている。その後、Twitter、WhatsApp、アリババ、 京東商城などにも投資を決めていて、シリコンバレーきっての投資家・資産家である。

## 最新科学・技術への投資や賞与
ミルナーは自分の資産、賛成する同業者の資産を利用して、賞金300万ドルである基礎科学に関するブレイクスルー賞を設けた。基礎物理学ブレイクスルー賞、生命科学ブレイクスルー賞、数学ブレイクスルー賞の3部門が施賞されている。
最近注目されているのはブレークスルー・スターショット計画で、太陽系に最も近い恒星であるケンタウルス座アルファ星へ到達し、写真撮影などの観測結果を地球に送り返そうとするものである。微小コンピューターチップに“ライトセイル”という帆を付けて，地上から強力なレーザー光を当てることによって光速の20％に加速し、この4.73光年離れた星に20年かけて到達させる方法が採用されているが、批判する人たちもいる。

## 参照項目
- ブレイクスルー賞